# Coupe des Villes féminine de handball 1999-2000
Navigation
Coupe des Villes 1998-1999 Coupe Challenge 2000-2001
La coupe des Villes 1999-2000 est la 7e édition de la Coupe des Villes féminine de handball, compétition créée en 1993 et qui sera renommée Coupe Challenge à partir de l'édition suivante.

## Formule
La coupe Challenge, a priori la moins réputée des différentes compétitions européennes, est également appelée C4. 
L’épreuve débute par un tour préliminaire où huit équipes, réparties en deux groupes de quatre, se disputent la qualification pour les seizièmes de finale. 
Tous les autres tours se déroulent en matches aller-retour, y compris la finale. 

## Tour préliminaire
| Équipe                 | Équipe                 |
| ---------------------- | ---------------------- |
| WAT Fünfhaus           | ZRK Boksit Milici      |
| HPK Arkatron           | AVES Burgas            |
| ŽRK Split Kaltenberg   | Anorthosis Famagusta   |
| Juventud Leganes       | Cercle Dijon Bourgogne |
| GS Elpides Dramas      | Cornexi Alcoa          |
| Tiger Palermo          | "Eastcon AG" Vilnius   |
| ŽRK Vardar SCBT        | Byasen IL              |
| KGHM M. Zaglebie Lubin | CS Madeira             |
| Istochnik Rostov       | RK M. Degro Piran      |
| Spono Nottwil          | SVK Inter Bratislava   |
| PTT TT Spor Kulübü     | Karpati Uzhgorod       |

| Date Aller     | Club                   | Aller   | Total   | Retour  | Club                   | Date Retour     |
| -------------- | ---------------------- | ------- | ------- | ------- | ---------------------- | --------------- |
| 2 octobre 1999 | Karpati Uzhgorod       | 26 - 21 | 44 - 49 | 18 - 28 | Istochnik Rostov       | 3 octobre 1999  |
| 2 octobre 1999 | Türk Telekom Kulübü    | 31 - 21 | 61 - 45 | 30 - 24 | GS Elpides Dramas      | 9 octobre 1999  |
| 2 octobre 1999 | Cornexi Alcoa          | 41 - 17 | 67 - 32 | 26 - 15 | Club Sports Da Madeira | 10 octobre 1999 |
| 3 octobre 1999 | ZRK Boksit Milici      | 19 - 30 | 40 - 61 | 21 - 31 | Cercle Dijon Bourgogne | 9 octobre 1999  |
| 3 octobre 1999 | KGHM M. Zaglebie Lubin | 37 - 16 | 71 - 44 | 34 - 28 | RK M. Degro Piran      | 9 octobre 1999  |
| 3 octobre 1999 | Inter Bratislava       | 42 - 26 | 82 - 47 | 40 - 21 | "Tiger" Palermo        | 9 octobre 1999  |
| 3 octobre 1999 | Anorthosis Famagusta   | 19 - 37 | 31 - 74 | 12 - 37 | Arkatron RTsOP Minsk   | 10 octobre 1999 |
| 8 octobre 1999 | ZRK "Osijek"           | 29 - 18 | 60 - 38 | 31 - 20 | Juventud Leganes       | 10 octobre 1999 |
| 9 octobre 1999 | WAT Fünfhaus           | 17 - 35 | 26 - 65 | 9 - 30  | Byasen IL              | 10 octobre 1999 |
| 9 octobre 1999 | Spono Nottwil          | 33 - 21 | 68 - 52 | 35 - 31 | AVES Burgas            | 10 octobre 1999 |
| 9 octobre 1999 | "Eastcon AG" Vilnius   | 35 - 15 | 70 - 28 | 35 - 13 | ŽRK Vardar SCBT        | 10 octobre 1999 |

## Huitièmes de finale
| Équipe                 |
| ---------------------- |
| Randers HK             |
| Frankfurter HC         |
| Volewijckers Amsterdam |
| Rapid Bucarest         |
| ŽRK Knjaz Miloš        |

| Équipe                 | Équipe           |
| ---------------------- | ---------------- |
| Arkatron RTsOP Minsk   | ŽRK Osijek       |
| Cercle Dijon Bourgogne | Cornexi Alcoa    |
| "Eastcon AG" Vilnius   | Byasen IL        |
| KGHM M. Zaglebie Lubin | Istochnik Rostov |
| Spono Nottwil          | Inter Bratislava |
| Türk Telekom Kulübü    | -                |

| Date Aller      | Club                   | Aller   | Total   | Retour  | Club                   | Date Retour     |
| --------------- | ---------------------- | ------- | ------- | ------- | ---------------------- | --------------- |
| 30 octobre 1999 | Rapid Bucarest         | 50 - 29 | 92 - 52 | 12 - 37 | Arkatron RTsOP Minsk   | 31 octobre 1999 |
| 30 octobre 1999 | Randers HK             | 41 - 17 | 67 - 32 | 26 - 15 | Cornexi Alcoa          | 6 novembre 1999 |
| 30 octobre 1999 | ŽRK Knjaz Miloš        | 24 - 25 | 45 - 53 | 21 - 28 | Inter Bratislava       | 7 novembre 1999 |
| 31 octobre 1999 | Byasen IL              | 38 - 20 | 66 - 46 | 28 - 26 | Türk Telekom Kulübü    | 6 novembre 1999 |
| 31 octobre 1999 | Volewijckers Amsterdam | 19 - 23 | 35 - 50 | 16 - 27 | KGHM M. Zaglebie Lubin | 6 novembre 1999 |
| 31 octobre 1999 | Frankfurter HC         | 27 - 17 | 59 - 41 | 32 - 24 | Spono Nottwil          | 7 novembre 1999 |
| 31 octobre 1999 | Cercle Dijon Bourgogne | 26 - 20 | 51 - 42 | 25 - 22 | "Eastcon AG" Vilnius   | 7 novembre 1999 |
| 6 novembre 1999 | Istochnik Rostov       | 22 - 27 | 47 - 56 | 25 - 29 | ŽRK Osijek             | 7 novembre 1999 |

## Phase finale

### Quarts de finale
| Date Aller   | Club                   | Aller   | Total    | Retour  | Club                   | Date Retour  |
| ------------ | ---------------------- | ------- | -------- | ------- | ---------------------- | ------------ |
| 18 mars 2000 | Frankfurter HC         | 25 - 31 | 50 - 55  | 25 - 24 | ŽRK Osijek             | 19 mars 2000 |
| 18 mars 2000 | Inter Bratislava       | 31 - 24 | 49 - 53  | 18 - 29 | Randers HK             | 25 mars 2000 |
| 19 mars 2000 | Byasen IL              | 35 - 25 | 63 - 48  | 28 - 23 | KGHM M. Zaglebie Lubin | 25 mars 2000 |
| 19 mars 2000 | Cercle Dijon Bourgogne | 20 - 23 | 43 - 51' | 23 - 28 | Rapid Bucarest         | 26 mars 2000 |

### Demi-finales
| Date Aller    | Club       | Aller   | Total   | Retour  | Club           | Date Retour   |
| ------------- | ---------- | ------- | ------- | ------- | -------------- | ------------- |
| 23 avril 2000 | ŽRK Osijek | 19 - 28 | 43 - 56 | 24 - 28 | Rapid Bucarest | 29 avril 2000 |
| 24 avril 2000 | Byåsen IL  | 26 - 22 | 47 - 49 | 21 - 27 | Randers HK     | 29 avril 2000 |

### Finale
| Date Aller  | Club           | Aller   | Total   | Retour  | Club       | Date Retour |
| ----------- | -------------- | ------- | ------- | ------- | ---------- | ----------- |
| 20 mai 2000 | Rapid Bucarest | 30 - 25 | 56 - 51 | 26 - 26 | Randers HK | 28 mai 2000 |

## Les championnes d'Europe
| Championne d'Europe Coupe Challenge 2000 Rapid Bucarest 1er titre |